# Ủy viên Ủy ban Thường vụ Quốc hội (Việt Nam)
Ủy viên Ủy ban Thường vụ Quốc hội là các thành viên của Ủy ban Thường vụ Quốc hội, cơ quan thường trực chịu trách nhiệm giám sát, biểu quyết thay quyền Quốc hội khi Quốc hội không họp.

## Tổ chức
Điều 73 Hiến pháp hiện hành quy định:
- "Ủy ban Thường vụ Quốc hội là cơ quan thường trực của Quốc hội.
- Ủy ban Thường vụ Quốc hội gồm Chủ tịch Quốc hội, các Phó Chủ tịch Quốc hội và các Ủy viên.
- Số thành viên Ủy ban Thường vụ Quốc hội do Quốc hội quyết định. Thành viên Ủy ban Thường vụ Quốc hội không thể đồng thời là thành viên Chính phủ.
- Ủy ban Thường vụ Quốc hội của mỗi khoá Quốc hội thực hiện nhiệm vụ, quyền hạn của mình cho đến khi Quốc hội khoá mới bầu ra Ủy ban Thường vụ Quốc hội.
Nhiệm kỳ của Uỷ ban Thường vụ Quốc hội theo nhiệm kỳ của Quốc hội. Khi Quốc hội hết nhiệm kỳ, Uỷ ban Thường vụ Quốc hội tiếp tục làm nhiệm vụ cho đến khi Quốc hội khoá mới bầu ra Uỷ ban Thường vụ mới."

## Chức năng và nhiệm vụ
Điều 74 Hiến pháp hiện hành quy định:
Uỷ ban Thường vụ Quốc hội có những nhiệm vụ và quyền hạn sau đây:
- Tổ chức việc chuẩn bị, triệu tập và chủ trì kỳ họp Quốc hội;
- Ra pháp lệnh về những vấn đề được Quốc hội giao; giải thích Hiến pháp, luật, pháp lệnh;
- Giám sát việc thi hành Hiến pháp, luật, nghị quyết của Quốc hội, pháp lệnh, nghị quyết của Uỷ ban Thường vụ Quốc hội; giám sát hoạt động của Chính phủ, Tòa án nhân dân tối cao, Viện kiểm sát nhân dân tối cao, Kiểm toán nhà nước và cơ quan khác do Quốc hội thành lập;
- Đình chỉ việc thi hành văn bản của Chính phủ, Thủ tướng Chính phủ, Toà án nhân dân tối cao, Viện kiểm sát nhân dân tối cao trái với Hiến pháp, luật, nghị quyết của Quốc hội và trình Quốc hội quyết định việc bãi bỏ văn bản đó tại kỳ họp gần nhất; bãi bỏ văn bản của Chính phủ, Thủ tướng Chính phủ, Toà án nhân dân tối cao, Viện kiểm sát nhân dân tối cao trái với pháp lệnh, nghị quyết của Uỷ ban Thường vụ Quốc hội;
- Chỉ đạo, điều hòa, phối hợp hoạt động của Hội đồng dân tộc và các Ủy ban của Quốc hội; hướng dẫn và bảo đảm điều kiện hoạt động của đại biểu Quốc hội;
- Đề nghị Quốc hội bầu, miễn nhiệm, bãi nhiệm Chủ tịch nước, Chủ tịch Quốc hội, Phó Chủ tịch Quốc hội, Ủy viên Uỷ ban Thường vụ Quốc hội, Chủ tịch Hội đồng dân tộc, Chủ nhiệm Ủy ban của Quốc hội, Chủ tịch Hội đồng bầu cử quốc gia, Tổng Kiểm toán nhà nước;
- Giám sát và hướng dẫn hoạt động của Hội đồng nhân dân; bãi bỏ nghị quyết của Hội đồng nhân dân tỉnh, thành phố trực thuộc trung ương trái với Hiến pháp, luật và văn bản của cơ quan nhà nước cấp trên; giải tán Hội đồng nhân dân tỉnh, thành phố trực thuộc trung ương trong trường hợp Hội đồng nhân dân đó làm thiệt hại nghiêm trọng đến lợi ích của Nhân dân;
- Quyết định thành lập, giải thể, nhập, chia, điều chỉnh địa giới đơn vị hành chính dưới tỉnh, thành phố trực thuộc trung ương;
- Quyết định việc tuyên bố tình trạng chiến tranh trong trường hợp Quốc hội không thể họp được và báo cáo Quốc hội quyết định tại kỳ họp gần nhất;
- Quyết định tổng động viên hoặc động viên cục bộ; ban bố, bãi bỏ tình trạng khẩn cấp trong cả nước hoặc ở từng địa phương;
- Thực hiện quan hệ đối ngoại của Quốc hội;
- Phê chuẩn đề nghị bổ nhiệm, miễn nhiệm đại sứ đặc mệnh toàn quyền của Cộng hòa xã hội chủ nghĩa Việt Nam;
- Tổ chức trưng cầu ý dân theo quyết định của Quốc hội.

Điều 83 quy định   
- Quốc hội họp công khai. Trong trường hợp cần thiết, theo đề nghị của Chủ tịch nước, Ủy ban Thường vụ Quốc hội, Thủ tướng Chính phủ hoặc của ít nhất một phần ba tổng số đại biểu Quốc hội, Quốc hội quyết định họp kín.
- Quốc hội họp mỗi năm hai kỳ. Trường hợp Chủ tịch nước, Ủy ban Thường vụ Quốc hội, Thủ tướng Chính phủ hoặc ít nhất một phần ba tổng số đại biểu Quốc hội yêu cầu thì Quốc hội họp bất thường. Uỷ ban Thường vụ Quốc hội triệu tập kỳ họp Quốc hội.

## Danh sách Ủy viên Thường vụ các khóa
| Khóa | Chủ tịch Quốc hội          | Thời gian nhậm chức | Thời gian miễn nhiệm | Ủy viên chính thức | Ủy viên dự khuyết                                                             | Thư ký Ủy ban |
| ---- | -------------------------- | ------------------- | -------------------- | --- | ----------------------------------------------------------------------------- | --- |
| I    | Nguyễn Văn Tố (1989-1947)  | 2 tháng 3 năm 1946  | 8 tháng 11 năm 1946  | Bùi Bằng Đoàn Nguyễn Văn Chi Dương Văn Dư Hoàng Văn Đức Xuân Thủy Trịnh Quốc Quang Đàm Quang Thiện Nguyễn Tấn Gi Trọng Lê Thị Xuyến Hoàng Minh Giám Dương Đức Hiền Nguyễn Trí Tôn Đức Thắng Dương Bạch Mai | Nguyễn Văn Luyện Phạm Bá Trực Y Ngông Niêkđăm Huỳnh Tấn Phát Nguyễn Ngọc Bích | Hoàng Minh Giám Dương Đức Hiền                                                                                       |
| I    | Bùi Bằng Đoàn (1889–1955)  | 9 tháng 11 năm 1946 | 13 tháng 4 năm 1955  | Bùi Bằng Đoàn Nguyễn Văn Chi Dương Văn Dư Hoàng Văn Đức Xuân Thủy Trịnh Quốc Quang Đàm Quang Thiện Nguyễn Tấn Gi Trọng Lê Thị Xuyến Hoàng Minh Giám Dương Đức Hiền Nguyễn Trí Tôn Đức Thắng Dương Bạch Mai | Nguyễn Văn Luyện Phạm Bá Trực Y Ngông Niêkđăm Huỳnh Tấn Phát Nguyễn Ngọc Bích | Hoàng Minh Giám Dương Đức Hiền                                                                                       |
| I    | Tôn Đức Thắng (1888-1980)  | 20 tháng 9 năm 1955 | 15 tháng 7 năm 1960  | Bùi Bằng Đoàn Nguyễn Văn Chi Dương Văn Dư Hoàng Văn Đức Xuân Thủy Trịnh Quốc Quang Đàm Quang Thiện Nguyễn Tấn Gi Trọng Lê Thị Xuyến Hoàng Minh Giám Dương Đức Hiền Nguyễn Trí Tôn Đức Thắng Dương Bạch Mai | Nguyễn Văn Luyện Phạm Bá Trực Y Ngông Niêkđăm Huỳnh Tấn Phát Nguyễn Ngọc Bích | Hoàng Minh Giám Dương Đức Hiền                                                                                       |
| II   | Trường Chinh (1907–1988)   | 15 tháng 7 năm 1960 | 26 tháng 4 năm 1964  | Trần Huy Liệu Dương Bạch Mai Dương Đức Hiền Trần Đình Thi Nguyễn Thị Thập Nguyễn Xuân Nguyên Nguyễn Công Hòa Vũ Quang Nguyễn Hữu Khiếu Linh mục Hồ Thành Biên Pháp sư Thích Trí Độ Hồ Đắc Di Y Ngông Niêkđăm Tôn Quang Phiệt | Trương Tấn Phát Lò Văn Hạc Bồ Xuân Luật Nguyễn Khoa Diệu Hồng Bùi Hưng Gia    | Hoàng Văn Hoan (Tổng thư ký) Trần Đình Tri Nguyễn Văn Chi Trương Tấn Phát (Ban thư ký)                               |
| III  | Trường Chinh (1907–1988)   | 27 tháng 6 năm 1964 | 5 tháng 6 năm 1971   | Trần Xuân Bách Hồ Đắc Di Nguyễn Xuân Nguyên Y Ngông Niêkđăm Linh mục Hồ Thành Biên Pháp sư Thích Trí Độ Lò Văn Hạc Nguyễn Khoa Diệu Hồng Nguyễn Hữu Khiếu Trần Huy Liệu Trương Tấn Phát Vũ Quang Trần Danh Tuyên Trần Đình Tri Nguyễn Tấn Gi Trọng | Nguyễn Văn Chi Bồ Xuân Luật Bùi Hưng Gia                                      | Tôn Quang Phiệt (Tổng thư ký) Trần Đình Tri Trương Tấn Phát Nguyễn Văn Chi (Ban thư ký)                              |
| IV   | Trường Chinh (1907–1988)   | 6 tháng 6 năm 1971  | 2 tháng 6 năm 1975   | Trần Xuân Bách Hồ Đắc Di Linh mục Hồ Thành Biên Pháp sư Thích Trí Độ Nguyễn Văn Chi Bùi Hưng Gia Lò Văn Hạc Bồ Xuân Luật Y Ngông Niêkđăm Vũ Quang Trần Đình Tri Nguyễn Tấn Gi Trọng Trần Bảo Đỗ Xuân Hợp Nguyễn Công Hòa Nguyễn Xuân Linh Lê Thị Xuyến | Hoàng Mậu Nguyễn Thị Minh Nhã Hồ Ngọc Thu                                     | Tôn Quang Phiệt (Tổng thư ký) Trần Đình Tri Trương Tấn Phát Nguyễn Văn Chi Nguyễn Xuân Linh Hồ Ngọc Thu (Ban thư ký) |
| V    | Trường Chinh (1907–1988)   | 3 tháng 6 năm 1975  | 24 tháng 6 năm 1976  | Hồ Đắc Di Pháp sư Thích Trí Độ Lò Văn Hạc Trương Tấn Phát Lê Thị Xuyến Trần Đình Tri Lê Thanh Đạo Trần Kiên Lê Thành Nguyễn Đức Thuận Linh mục Võ Thành Trinh | Vũ Định Nguyễn Xuân Ngà Đào Văn Tập                                           | Chu Văn Tấn (Tổng thư ký)                                                                                            |
| VI   | Trường Chinh (1907–1988)   | 24 tháng 6 năm 1976 | 24 tháng 6 năm 1981  | Trần Đình Tri Trương Tấn Phát Linh mục Võ Thành Trinh Nguyễn Đức Thuận Lê Thành Đào Văn Tập Nguyễn Công Tâm Hòa thượng Thích Thiện Hào Nguyễn Thị Như Phan Minh Tánh Cầm Ngoan Huỳnh Cương Anh hùng Núp | Vũ Định Nguyễn Thị Được                                                       | Xuân Thủy (Tổng thư ký)                                                                                              |
| VII  | Nguyễn Hữu Thọ (1910–1996) | 26 tháng 4 năm 1981 | 19 tháng 4 năm 1987  | Nguyễn Đức Thuận Nguyễn Thị Định Ngô Duy Đông Lê Thanh Đạo Y Ngông Niêkđăm Đàm Quang Trung Nguyễn Thành Lê | -                                                                             | Xuân Thủy (Tổng thư ký)                                                                                              |
| VIII | Lê Quang Đạo (1921-1999)   | 19 tháng 4 năm 1987 | 19 tháng 7 năm 1992  | Y Ngông Niêkđăm Phạm Thế Duyệt Trần Độ Nguyễn Xuân Hữu Vũ Mão Hoàng Bích Sơn Nguyễn Đình Tứ | -                                                                             | Nguyễn Việt Dũng (Tổng thư ký)                                                                                       |
| IX   | Nông Đức Mạnh (1940-)      | 19 tháng 7 năm 1992 | 20 tháng 9 năm 1997  | Vũ Đình Cự Trần Thị Tâm Đan Y Ngông Niêkđăm Mai Thúc Lân (đến 6-1994) Vũ Mão Hoàng Bích Sơn Phan Minh Tánh Nguyễn Thị Thân Hà Mạnh Trí (đến 11-1996) Lý Tài Luận (từ 11-1994) Nguyễn Văn Yểu (đến 11-1996) | -                                                                             | - |
| X    | Nông Đức Mạnh (1940-)      | 20 tháng 9 năm 1997 | 27 tháng 6 năm 2001  | Trần Thị Tâm Đan Vũ Đức Khiển Lý Tài Luận Vũ Mão Đỗ Văn Tài Nguyễn Thị Thân Nguyễn Thị Hoài Thu Cư Hòa Vần | -                                                                             | - |
| X    | Nguyễn Văn An (1937-)      | 27 tháng 6 năm 2001 | 19 tháng 7 năm 2002  | Trần Thị Tâm Đan Vũ Đức Khiển Lý Tài Luận Vũ Mão Đỗ Văn Tài Nguyễn Thị Thân Nguyễn Thị Hoài Thu Cư Hòa Vần | -                                                                             | - |
| XI   | Nguyễn Văn An(1937-)       | 19 tháng 7 năm 2002 | 26 tháng 6 năm 2006  | Lê Quang Bình Trần Thị Tâm Đan Vũ Đức Khiển Nguyễn Đức Kiên Vũ Mão Tráng A Pao Bùi Ngọc Thanh Nguyễn Thị Hoài Thu Hồ Đức Việt | -                                                                             | - |
| XI   | Nguyễn Phú Trọng (1944-)   | 26 tháng 6 năm 2006 | 19 tháng 7 năm 2007  | Lê Quang Bình Trần Thị Tâm Đan Vũ Đức Khiển Nguyễn Đức Kiên Vũ Mão Tráng A Pao Bùi Ngọc Thanh Nguyễn Thị Hoài Thu Hồ Đức Việt | -                                                                             | - |
| XII  | Nguyễn Phú Trọng (1944-)   | 19 tháng 7 năm 2007 | 23 tháng 7 năm 2011  | Lê Thị Thu Ba Chủ nhiệm Uỷ ban Tư pháp Lê Quang Bình Chủ nhiệm Uỷ ban Quốc phòng và An ninh Trần Đình Đàn Chủ nhiệm Văn phòng Quốc hội Hà Văn Hiền Chủ nhiệm Uỷ ban Kinh tế Phùng Quốc Hiển Chủ nhiệm Uỷ ban Tài chính, Ngân sách Trương Thị Mai Chủ nhiệm Uỷ ban Các vấn đề xã hội Nguyễn Văn Son Chủ nhiệm Uỷ ban Đối ngoại Ksor Phước Chủ tịch Hội đồng Dân tộc Đặng Vũ Minh Chủ nhiệm Uỷ ban Khoa học, Công nghệ và Môi trường Đào Trọng Thi Chủ nhiệm Uỷ ban Văn hoá, Giáo dục, Thanh niên, Thiếu niên và Nhi đồng Nguyễn Văn Thuận Chủ nhiệm Uỷ ban Pháp luật Phạm Minh Tuyên Trưởng ban Công tác Đại biểu Trần Thế Vượng Trưởng ban Dân nguyện | -                                                                             | - |
| XIII | Nguyễn Sinh Hùng (1946-)   | 23 tháng 7 năm 2011 | nay                  | Phan Xuân Dũng Chủ nhiệm Uỷ ban Khoa học, Công nghệ và Môi trường Nguyễn Văn Giàu Chủ nhiệm Uỷ ban Kinh tế Trần Văn Hằng Chủ nhiệm Uỷ ban Đối ngoại Phùng Quốc Hiển Chủ nhiệm Uỷ ban Tài chính - Ngân sách Nguyễn Văn Hiện Chủ nhiệm Uỷ ban Tư pháp Nguyễn Kim Khoa Chủ nhiệm Uỷ ban Quốc phòng và An ninh Phan Trung Lý Chủ nhiệm Uỷ ban Pháp luật Trương Thị Mai Chủ nhiệm Uỷ ban Các vấn đề xã hội Nguyễn Thị Nương Trưởng ban Công tác Đại biểu Nguyễn Hạnh Phúc Chủ nhiệm Văn phòng Quốc hội Ksor Phước Chủ tịch Hội đồng Dân tộc Đào Trọng Thi Chủ nhiệm Uỷ ban Văn hoá, Giáo dục, Thanh niên, Thiếu niên và Nhi đồng                           | -                                                                             | - |